# Bezirke van de Duitse Democratische Republiek
De voormalige Duitse Democratische Republiek (DDR) was van 1952 tot 1990 in veertien Bezirke ("districten" of "gewesten") verdeeld. De hoofdstad Berlijn (Oost-Berlijn) viel buiten deze indeling maar werd in 1961 aan de Bezirke gelijkgesteld.
| Bezirk                                            | Oppervlakte | Inwonertal (1984) |
| ------------------------------------------------- | ----------- | ----------------- |
| Berlijn (Berlin, Hauptstadt der DDR), geen Bezirk | 403         | 1.197.000         |
| Cottbus                                           | 8.262       | 883.000           |
| Dresden                                           | 6.738       | 1.783.000         |
| Erfurt                                            | 7.349       | 1.237.000         |
| Frankfurt (Oder)                                  | 7.186       | 707.000           |
| Gera                                              | 4.004       | 742.000           |
| Halle                                             | 8.771       | 1.801.000         |
| Karl-Marx-Stadt, het huidige Chemnitz             | 6.009       | 1.889.000         |
| Leipzig                                           | 4.966       | 1.384.000         |
| Maagdenburg                                       | 11.526      | 1.255.000         |
| Neubrandenburg                                    | 10.948      | 620.000           |
| Potsdam                                           | 12.568      | 1.122.000         |
| Rostock                                           | 7.074       | 898.000           |
| Schwerin                                          | 8.672       | 592.000           |
| Suhl                                              | 3.856       | 550.000           |